# Gilberto Sola
Gilberto Pascasio Sola (ur. 8 czerwca 1928, zm. 27 listopada 2002) – piłkarz argentyński noszący przydomek El Ñato, pomocnik.
Urodzony w Buenos Aires (w dzielnicy Bolívar) Sola w 1938 roku przeniósł się do miasta Valentín Alsina, leżącego w zespole miejskim Buenos Aires. Od 1939 roku grał w piłkę w miejscowym klubie Sportivo Alsina Buenos Aires. Karierę piłkarską rozpoczął w 1947 roku w klubie Talleres Remedios de Escalada, skąd w 1951 roku przeszedł do klubu River Plate. W 1952 roku przeniósł się na krótko do klubu CA Huracán, skąd zaraz wrócił do River Plate, z którym zdobył tytuł mistrza Argentyny.
Jako gracz klubu River Plate wziął udział w turnieju Copa América 1955, gdzie Argentyna zdobyła tytuł mistrza Ameryki Południowej. Sola zagrał tylko w meczu z Peru, gdzie w 73 minucie zastąpił go Ernesto Gutiérrez.
Grając obok takich graczy, jak Néstor Raúl "Pipo" Rossi czy Angel Labruna, trzy razy z rzędu zdobył razem z River Plate tytuł mistrza Argentyny – w 1955, 1956 i 1957 roku.
Wziął udział w eliminacjach do finałów mistrzostw świata w 1958 roku. Zagrał we wszystkich 4 meczach – dwóch z Boliwią i dwóch z Chile. Na finały do Szwecji jednak nie pojechał.
W River Plate Sola grał do końca kariery w 1958 roku. Łącznie w pierwszej lidze argentyńskiej rozegrał 139 meczów i zdobył 2 bramki.